# دیوید لیوینگستون (مورخ)
دیوید لیوینگستون (به انگلیسی: David Livingstone) مورخ و جغرافیدان بریتانیایی است.وی در ۱۵ مارس سال ۱۹۵۳
در ایرلند شمالی به دنیا آمد. او دارای عناوین علمی و افتخاری FBA، MRIA ،MAE ،FRSA ،AcSS و OBE است.

## تالیفات
- جغرافیا و انقلاب (به انگلیسی: Geography and Revolution)
- جایگاه مناسب دانش: جغرافیای دانش علمی (به انگلیسی: Putting Science in its Place:Geographies of Scientific Knowledge)
- جغرافیای انسانی: مجموعه ای از مقالات مورد نیاز (به انگلیسی: Human Geography:An Essential Anthology)
- مدافعان فراموش شده داروین (به انگلیسی: Darwins Forgotten Defenders)